# Чорногузівська сільська рада
Чорногузі́вська сільська́ ра́да — адміністративно-територіальна одиниця та орган місцевого самоврядування в Вижницькому районі Чернівецької області. Адміністративний центр — село Чорногузи.

## Загальні відомості
- Населення ради: 2 804 особи (станом на 2001 рік)

## Населені пункти
Сільській раді підпорядковані населені пункти:
- с. Чорногузи

## Склад ради
Рада складається з 16 депутатів та голови.
- Голова ради: Томко Дмитро Георгійович
- Секретар ради: Вірста Надія Дмитрівна

### Керівний склад попередніх скликань
| Прізвище, ім'я, по батькові | Основні відомості                                                                                  | Дата обрання | Дата звільнення |
| --------------------------- | -------------------------------------------------------------------------------------------------- | ------------ | --------------- |
| Марфійчук Тарас Миколайович | Сільський голова, 1949 року народження                                                             | 26.03.2006   | 01.02.2008      |
| Клим Володимир Опанасович   | Сільський голова, 1952 року народження, член Конгресу Українських Націоналістів                    | 30.11.2008   | 31.10.2010      |
| Томко Дмитро Георгійович    | Сільський голова, 1957 року народження, освіта вища, член Всеукраїнського об'єднання «Батьківщина» | 31.10.2010   |                 |

Примітка: таблиця складена за даними сайту Верховної Ради України

### Депутати
За результатами місцевих виборів 2010 року депутатами ради стали:

#### За суб'єктами висування
| Суб'єкт висування                                       | Кількість обраних депутатів | %    |
| ------------------------------------------------------- | --------------------------- | ---- |
| Самовисування                                           | 13                          | 81,3 |
| Українська Народна Партія                               | 2                           | 12,5 |
| Політична партія Всеукраїнське об'єднання «Батьківщина» | 1                           | 6,3  |

#### За округами
| № округу                                                | Прізвище, ім'я, по батькові    | Дата визнання обраним | Освіта           | Партійна приналежність                        | Відомості про обраного депутата                                           |
| ------------------------------------------------------- | ------------------------------ | --------------------- | ---------------- | --------------------------------------------- | ------------------------------------------------------------------------- |
| Політична партія Всеукраїнське об'єднання «Батьківщина» |                                |                       |                  |                                               |                                                                           |
| 5                                                       | Дучук Віктор Кузьмич           | 02.11.2010            | вища             | позапартійний                                 | приватний підприємець                                                     |
| Українська Народна Партія                               |                                |                       |                  |                                               |                                                                           |
| 3                                                       | Грібович Володимир Степанович  | 02.11.2010            | вища             | член Української Народної Партії              | фермер, голова                                                            |
| 7                                                       | Гуйван Галина Миколаївна       | 02.11.2010            | вища             | позапартійна                                  | Чорногузівська сільська рада, начальник військово-облікового столу, касир |
| Самовисування                                           |                                |                       |                  |                                               |                                                                           |
| 1                                                       | Федунович Андрій Васильович    | 02.11.2010            | середня          | позапартійний                                 | ТОВ «Вижницький ринок», контролер                                         |
| 2                                                       | Яковійчук Андрій Володимирович | 02.11.2010            | незакінчена вища | позапартійний                                 | тимчасово не працює                                                       |
| 4                                                       | Кравчук Єлизавета Францівна    | 02.11.2010            | вища             | позапартійна                                  | Чорногузівська загальноосвітня школа І-ІІІ ст., вчитель                   |
| 6                                                       | Гоян Олег Ілліч                | 02.11.2010            | вища             | позапартійний                                 | приватний підприємець                                                     |
| 8                                                       | Вірста Надія Дмитрівна         | 02.11.2010            | вища             | позапартійна                                  | Чорногузівська сільська рада, секретар                                    |
| 9                                                       | Марфійчук Марія Костянтинівна  | 02.11.2010            | вища             | позапартійна                                  | Чорногузівська загальноосвітня школа І-ІІІ ст., вчитель                   |
| 10                                                      | Ісопчук Марія Онуфріївна       | 02.11.2010            | вища             | член Всеукраїнського об'єднання «Батьківщина» | Чорногузівський будинок культури, художній керівник                       |
| 11                                                      | Хащевий Ігор Вікторович        | 02.11.2010            | середня          | член Політичної партії «Народна Самооборона»  | КП «Чорногузівське», директор                                             |
| 12                                                      | Москалюк Олег Петрович         | 02.11.2010            | вища             | позапартійний                                 | Берегометський ЛК, майстер лісових культур                                |
| 13                                                      | Москалюк Василь Іванович       | 02.11.2010            | вища             | позапартійний                                 | тимчасово не працює                                                       |
| 14                                                      | Нестерюк Віталій Володимирович | 02.11.2010            | середня          | позапартійний                                 | тимчасово не працює                                                       |
| 15                                                      | Барбір Марія Михайлівна        | 02.11.2010            | вища             | позапартійна                                  | Чорногузівська загальноосвітня школа І-ІІІ ст., вчитель                   |
| 16                                                      | Москалюк Петро Петрович        | 02.11.2010            | вища             | позапартійний                                 | «Укртелеком», інженер                                                     |

## Населення
Згідно з переписом УРСР 1989 року чисельність наявного населення сільської ради становила 2438 осіб, з яких 1154 чоловіки та 1284 жінки.
За переписом населення України 2001 року в сільській раді мешкало 2799 осіб.

### Мова
Розподіл населення за рідною мовою за даними перепису 2001 року:
| Мова       | Відсоток |
| ---------- | -------- |
| українська | 98,89 %  |
| російська  | 0,64 %   |
| румунська  | 0,18 %   |
| білоруська | 0,14 %   |
| молдовська | 0,04 %   |